# تپه چیا پهن
تپه چیا پهن مربوط به دوره پیش از تاریخ ـ کالکولتیک ـ مفرغ است و در شهرستان کوهدشت، بخش مرکزی، دهستان کوهدشت جنوبی، روستای کره‌پا واقع شده و این اثر در تاریخ ۸ بهمن ۱۳۸۵ با شمارهٔ ثبت ۱۷۰۸۹ به عنوان یکی از آثار ملی ایران به ثبت رسیده است.